# Xu Zonghan

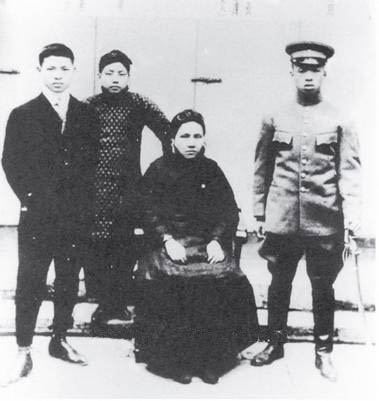
Su Zonghan (asseguda)

Xu Zonghan (xinès: 徐宗汉), metgessa de professió, fou una activista anti-manxú i participant destacada de la Revolució Xinhai que acabà obligant a abdicar el darrer emperador, Puyi, de la dinastia Qing, Nascuda el 1875, va morir el 1944.

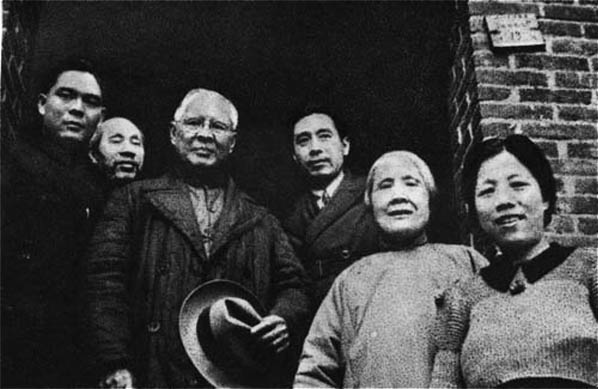
D'esquerra a dreta: Situ Zhu, Dong Biwu, Situ Meitang, Zhou Enlai, Xu Zonghan i Deng Yingchao

## Biografia
Quan va néixer el 1875, a Singapur, el seu nom era Xu Peixan. De família benestant, originària de Zongshan Guangdong, dedicada al comerç del te. Segons les fonts, el llocs en la seva biografia varien. Va estudiar a Xangai. Als 18 anys es va casar. El seu marit pertanyia a una família d'erudits vinculada als Qing. Va morir jove i ella quedà vídua amb dos fills. Estudià medicina amb la doctora Zhang Zhujun que desenvolupava la seva tasca en una organització cristiana. L'any 1907 s'adherí a la causa republicana i va arribar a ser una militant molt activa del moviment revolucionari Tongmenghui. Desenvolupava les seves tasques clandestines a Guandong. Es va casar amb el cap militar republicà Huang Xing, amb el qual va tornar a ser mare. Va utilitzar el cognom Huang i quan va tornar a quedar vídua, el 1916, el continuà mantenint durant un temps. Fundadora de la federació de grups de dones de Xangai (1919). A la dècada dels 1920 es dedicà a atendre nens en un centre de Nanjing. Quan esclatà la guerra sinojaponesa el 1937 va viatjar pels Estats Units i Europa per recollir fons per a la resistència contra l'invasor. Morí el 1944 (sembla que arran d'un problema hepàtic).
L'actriu Li Bingbing va interpretar Xu Xonghan a la pel·lícula 1911.